# Постановление о необъяснимом благосостоянии
Постановление о необъяснимом благосостоянии (англ. unexplained wealth order, UWO) — постановление британского суда, требующее от лиц, вовлеченных в серьезные преступления или политически значимых лиц раскрытия источников своего благосостояния, которое суду представляется необъяснимым. Имущество лиц, не подчинившихся данному требованию, может быть конфисковано. Вступило в силу после того, как Национальное агентство по борьбе с преступностью выиграло апелляцию в Высоком суде. Первое постановление было вынесено в 2018 году Замире Гаджиевой, жене Джахангира Гаджиева, бывшего председателя Международного банка Азербайджана.
Действенность UWO в борьбе с отмыванием денег опирается на
принцип обратной ответственности. Соответственно, информация, полученная в контексте UWO, не может быть использована в уголовном процессе.

## Особенности применения
В случае граждан стран, входящих в Европейскую экономическую зону (EEA), UWO касается только лиц, могущих быть связанными или разумно заподозренными (reasonably suspected of involvement) в связи с серьезными преступлениями.
Принцип UWO может также быть применен к политикам из стран, не входящих в EEA, или к лицам, связанным с такими политиками, так называемым «политически значимым лицам» (PEP). В этом случае не требуется выдвижения обвинений или подозрений в связи с серьезными преступлениями.
Для начала расследования в рамках UWO уполномоченный орган поддержания правопорядка должен показать, что лицо, попадающее под действие UWO, не имеет достаточного законного дохода, позволяющего обладать определенным объектом собственности, стоимость которого превышает 50 000 £.